# Јусуф Гервала
Јусуф Гервала (алб. Jusuf Gërvalla; Дубовик, 1. октобар 1943 — Унтергрупенбах, 17. јануар 1982) албански је активиста, књижевник, музичар, марксиста-лењиниста и оснивач Националног покрета за ослобођење Косова (НПОК).

## Биографија
Рођен је у Дубовику, код Дечана, у тадашњој Краљевини Албанији. Студирао је на Универзитету у Приштини и Љубљани, пре него је започео новинарску каријеру у Скопљу и Приштини. Заговорник албанског национализма, дошао је под радар Управе државне безбедности, што га је навело да затражи азил у Западној Немачкој 1980. године, где је потом основао Национални покрет за ослобођење Косова (НПОК), који се касније поделио на две фракције — Народни покрет Косова и Национални покрет за ослобођење Косова — док се из другог касније изродила терористичка Ослободилачка војска Косова (ОВК). Док је био у иностранству, улагао је напоре да уједини албанске покрете и политичке странке. Дана 17. јануара 1982. заједно је са својим братом Бардошом Гервалом и колегом Кадријем Зеком убијен у Унтергрупенбаху, наводно од стране Управе државне безбедности. Његово убиство изазвало је негодовање код Албанаца у иностранству, те довело до повећаног интензитета албанског национализма и непријатељства према тадашњој Социјалистичкој Федеративној Републици Југославији.
Његова познатија дела су Fluturojnë e bien (срп. Лете и падају), Kanjushë e verdhë (срп. Зелена рода) и Rrotull (срп. Около). Његова ћерка је албанска политичарка Доника Гервала Шварц.